# Gare de Bologne (Franciaország)
Gare de Bologne vasútállomás Franciaországban, Bologne településen.

## Vasútvonalak
Az állomást az alábbi vasútvonalak érintik:
- Blesme-Haussignémont-Chaumont-vasútvonal

## Kapcsolódó állomások
A vasútállomáshoz az alábbi állomások vannak a legközelebb:
- Gare de Vraincourt - Viéville
- Gare de Vignory
- Gare de Chaumont